# Les Nuits de Paris (livre)
Pour le film de Ralph Baum (1951), voir Les Nuits de Paris.
Les Nuits de Paris, ou le Spectateur-nocturne est un ouvrage de l'écrivain Nicolas Restif de la Bretonne. Il s'agit d'un ensemble de plus de 4 000 pages publiées à Paris, en 16 parties et 8 volumes entre 1788 et 1794, initialement de façon anonyme.

## Présentation
L'ouvrage est divisé en un total de 411 « nuits », numérotées en chiffres romains, c'est-à-dire de courts récits de circonstance qui relatent anecdotes, choses vues, historiettes rapportées par son auteur. Rétif de la Bretonne prétend avoir recueilli pendant une dizaine d'années des événements de la vie nocturne de Paris et d'en avoir investi une partie dans l'écriture des Nuits. La narration est prise en charge par l'auteur lui-même, qui parle régulièrement à la première personne. Il se met en scène dans l'action décrite des nuits et se donne constamment le bon rôle de sauveur, de justicier nocturne, de redresseur de torts. Ainsi, bien que l'auteur prétende écrire « la vérité des faits », il faut admettre une part très importante de fiction aux descriptions faites des rues parisiennes. 
L'ouvrage, dans la continuité des publications autobiographiques de Rétif, procède principalement d'une écriture de soi. De plus, les thèmes abordés sont familiers du reste de son œuvre : récit de mœurs, prostitution, jugement moral de ses pairs, goût prononcé de l'ordre et de la bonne conduite. 
Les Nuits constituent un riche recueil de représentions de la vie parisienne, mise en scène par son auteur. Tel qu'il l'écrit lui même pour annoncer son projet d'écriture dans l'« avant propos » du premier tome, il effectue un « passage en revue » où il veut représenter « les abus, les vices, les crimes, les vicieux, les coupables, les scélérats, les infortunées victimes du sort et des passions d’autrui ; ceux et celles qui, n’ayant rien à se reprocher, sont déshonorés par le crime qu’ils n’ont pas commis. » Il affirme à son lecteur qu'il verra  « des filles, des femmes, des catins, des espions, des joueurs, des escrocs, des voleurs».
L'ouvrage est le fruit du jugement d'un homme qui a vu le peuple de ses yeux, et qui a publié les histoires qu'il a été capable d'en tirer. Il s'agit au XVIIIe siècle d'une réalisation et d'un témoignage rares : les publications de l'époque ne parlaient jamais du peuple ailleurs que dans les traités d'hygiène publique ou les œuvres de charité

## L'édition des seize parties

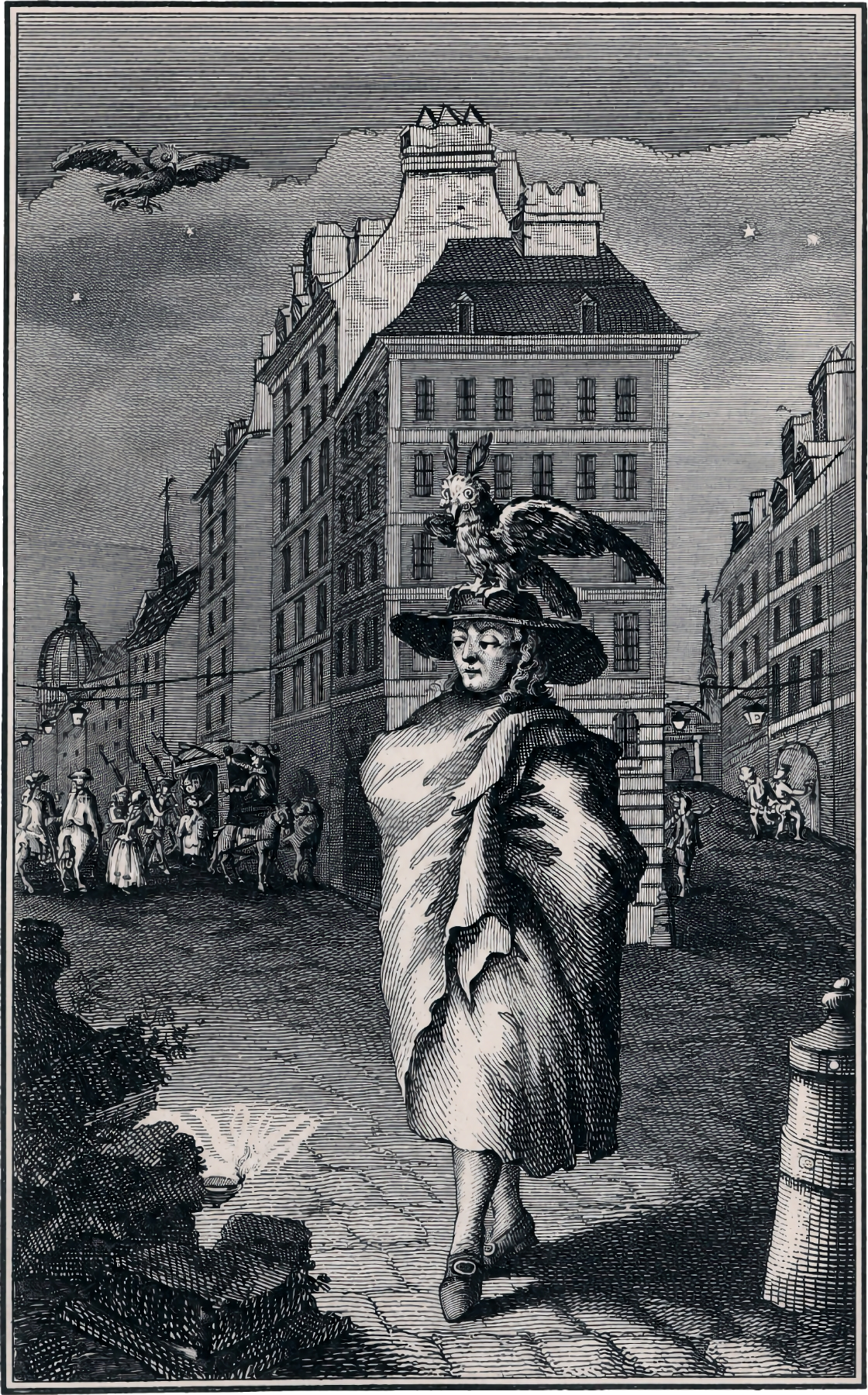
Frontispice des Nuits de Paris (1788), dessinée et gravée par Moreau le Jeune, représentant le Hibou-Spectateur, marchant la nuit dans les rues de la capitale. On voit au-dessus de sa tête voler le hibou et dans les rues un enlèvement de filles, des voleurs qui crochètent une porte, le guet à cheval et le guet à pied. Que de choses à voir quand les yeux sont fermés !.

L'ensemble comprend 8 tomes divisés en 16 parties.
Les quatorze premières parties intitulées Les Nuits de Paris, ou le Spectateur-nocturne, publiées entre 1788 et 1789, et fictivement indiquées comme publiées à Londres, sont paginées de 1 à 3 359, avec indication pour la première nuit de la date de « décembre 1786 » et, à la fin du dernier volume de la date du « 9 novembre 1788 ». Le premier volume, paru de façon anonyme, comporte une épigraphe, une citation latine d'Ovide : Nox & amor vinumque nihil moderabile suadent (« Ni la nuit, ni l’amour, ni le vin n’engagent à la modération », fr. Liber Primus Amores. Epigramma Ipsius, VI, 59).
La quinzième partie, parue anonymement en 1790 chez Guillot (Paris), est intitulée : La Semaine nocturne : Sept nuit de Paris, elle est paginée de 1 à 164, couvre la période du 27 avril au 28 octobre 1789, avec une nuit supplémentaire datée du 4 février 1790.
La seizième partie, parue anonymement en 1794, peut-être chez Mérigot, reprend le titre initial, Les Nuits de Paris, ou le Spectateur-nocturne, et est paginée de 1 à 564 ; comprenant 23 nuits, dont une « nuit surnuméraire », datée « 2, 3 et 4 avril 1793 » qui clôt l'ouvrage,. La page de titre comporte une épigraphe, « Je ne m'apitoye pas sur un Roi : Que les Rois plaignent les Rois ; je n'ai rien de commun avec ces Gens-là ; ce n'est pas mon prochain », extraite de Le Drame de la vie, œuvre de Restif, supposée achevée en 1793.
L'illustration comprend 18 figures en hors-texte, non signées, attribuées dès 1870 à Louis Binet, sont gravées sur cuivre par Berthet,.
L'édition de 1794 valut à son auteur une convocation devant le Comité de police de la Commune de Paris qui censura plusieurs passages de l'ouvrage, avant de l'interdire.